# Pacitancultuur
De Pacitancultuur (ook bekend als Patjitancultuur, Engels: Pacitanian, Patjitan culture of Patjitanian) was een archeologische cultuur van het paleolithicum gedurende het Midden-Pleistoceen op het Indonesische eiland Java. 
De cultuur werd in 1936 voor het eerst beschreven door von Koenigswald op basis van zijn werk in de Baksoka-riviervallei in het zuiden van Java.
Omdat betrouwbare dateringen ontbraken werd de cultuur oorspronkelijk als vroegpaleolithisch beschreven. Door latere onderzoekers werd de cultuur als middenpaleolithisch of zelfs laatpaleolithisch beschreven. Recent onderzoek gaf een minimale leeftijd van 180.000 BP.
Kenmerkend zijn eenvoudige enkelzijdig bewerkte choppers, chopping tools en cleavers.
Opvallend is het voorkomen van tweezijdig bewerkte gereedschappen die lijken op Acheuléen-vuistbijlen. Omdat deze vondsten zich ver ten oosten van de Moviuslijn bevinden, die het bekende verspreidingsgebied van het Acheuléen markeert, wordt aangenomen dat deze een lokale ontwikkeling vertegenwoordigen.